# Spectral mornings (single)
Spectral mornings is een single uitgevoerd door diverse artiesten. De single werd uitgegeven als ondersteuning van een campagne tegen de ziekte van Parkinson.
Initiatiefnemer voor de single was Rob Reed van Magenta. Hij wilde het goede doel ondersteunen door het bewerken van het instrumentale nummer Spectral mornings van Steve Hackett. Dat nummer komt van Hacketts gelijknamige lp en wordt gezien als zijn “muzikale handtekening” binnen de progressieve rock. Reed wilde er wel een tekst voor zangduo bij en vroeg collegamuzikant David Longdon van Big Big Train om er die tekst bij te schrijven en ook te zingen. Longdon en Christina Booth van Magenta zongen de demo in. Vervolgens werd het pakketje ter goedkeuring naar Hackett gezonden. Die gaf die goedkeuring en vervolgens werden vier versies van Spectral mornings op de compact disc-single bezet.
Het was de eerste single/EP afkomstig van het platenlabel Esoteric Antenna.

## Musici
- David Longdon – zang, dwarsfluit (afkomstig uit band Big Big Train)
- Christine Booth – zang (afkomstig uit band Magenta)
- Steve Hackett – gitaar
- Nick Beggs – basgitaar (afkomstig uit de band van Steven Wilson)
- Rob Reed – toetsinstrumenten (afkomstig uit de band Magenta)
- Nick D'Virgilio – slagwerk (afkomstig uit Big Big Train)
- Peter Jones – blokfluit

## Muziek
Trackindeling:
1. Spectral mornings (2015)(5:23)
2. Spectral mornings (acoustic mix)(3:37)
3. Spectral mornings (instrumental)(5:22)
4. Spectral mornings (classic mix)(5:49)